# GSC1876-1426
GSC1876-1426 — хімічно пекулярна зоря спектрального класу A0, що має видиму зоряну величину в смузі V приблизно 11,5.